# Sabiá-barranco
O sabiá-barranco (Turdus leucomelas), também chamado de sabiá-pardo, é uma ave passeriforme do grupo dos tordos, um pouco menor do que o sabiá-da-mata e o sabiá-laranjeira. Pode ser confundido com o sabiá-poca. É mais corpulento e com o alto da cabeça arredondado, sem a mácula negra à frente dos olhos. Bico cinza escuro uniforme. O adulto apresenta a cabeça acinzentada nos lados e olivácea na parte alta. O tom acinzentado domina as costas, tornando-se amarronzado (acastanhado) nas asas. Peito acinzentado, com a garganta branca e listras cinza escuro bem definidas. Quando voa, às vezes mostra a área alaranjada da parte interna das asas.
O juvenil com o dorso pintalgado de bolas amarronzadas, sem a garganta branca bem delimitada. Pontos marrons no peito e barriga.
O chamado de alarme é um piado alto, arrastado, formado por várias notas em sequência, geralmente sendo mais fácil escutá-lo do que vê-lo. No período reprodutivo, o canto melodioso é interrompido por sons graves e agudos, inclusive chamados de alarme. Ao contrário dos outros sabiás, varia muito as estrofes, parecendo estar sempre improvisando.
Comum em todas as matas ciliares, matas secas, cambarazais e cerradões do Pantanal. Utiliza os capões de cerrado e cruza áreas abertas em voos diretos a meia altura. Acostuma-se com ambientes criados pela ação humana, como jardins, pomares e áreas urbanas bem arborizadas. Encontrado nos jardins e árvores do hotel em Porto Cercado, bem como em cidades pantaneiras, Cuiabá e nas grandes cidades do centro-oeste.
Residente, inicia sua reprodução em agosto e estende-a até dezembro. Como outros sabiás, constrói um ninho apoiado em galhos ou forquilhas, às vezes em alpendres e varadas de casas, usando uma mistura de barro, raízes e folhas na parte externa. Forma uma pequena torre e na parte superior fica a tigela funda de material vegetal mais macio. A fêmea choca 4 ovos durante 12 dias, com os filhotes saindo do ninho em 17 dias.

## Nomes populares
O nome sabiá-barranco foi selecionado como nome vernáculo técnico para a espécie Turdus leucomelas pelo Comitê Brasileiro de Registros Ornitológicos (CBRO) em 2021.